# KOiZUMi
KOiZUMiは、2021年の書籍。

## 概要
2001年9月に双葉社から出版。著者は鴨志田孝一。
小泉純一郎の写真集である。カラーとモノクロの厳選された94カットが収録されている。完全秘蔵のプライベートの撮り下ろしの写真集である。
この写真集のカメラマンは、10年以上小泉を撮り続けてきたという人物であった。小泉が出版社から出版の申し出を受けたのであるが、首相はなぜ追いかけてきるのか不思議であったが、その執念や地道な努力が実を結んだとして許可をした。初版の8万部にはサイン入りのブロマイドが付いていた。首相本人もメッセージを寄せていた。
この書籍が出版された2001年には、現職総理大臣が写真集を出すとあって、日本だけでなく世界中で大きな話題となっていた。この書籍には小泉進次郎の子供時代の写真も収められている。純一郎が箱根で静養した際には進次郎とキャッチボールをしたということがあった。当時の進次郎は20歳で、この時の心境を書籍の仲で自筆で記しており、それは小学生の時以来の父親とのキャッチボールで、喜びと懐かしさの両方を味わえた一時であった。
この写真集の人気は凄く、初版の20万部はすぐに完売した。この直後にアメリカ同時多発テロ事件が発生したために、このような時に写真集を重版すれば当時の小泉首相が批判されかねたいために諦めていた。本来ならば50万部入っていたはずと双葉社のプロデューサーは語る。